# Turraea ovata
Turraea ovata är en tvåhjärtbladig växtart som först beskrevs av Antonio José Cavanilles, och fick sitt nu gällande namn av Hermann August Theodor Harms. Turraea ovata ingår i släktet Turraea och familjen Meliaceae. Inga underarter finns listade i Catalogue of Life.